# شکارچی (فیلم ۲۰۲۴)
شکارچی (به انگلیسی: Bhakshak) یا باکشاک، یک فیلم هندی جنایی زبان هندی است که در سال ۲۰۲۴ به نمایش درآمد که بر اساس پرونده پناهگاه مظفرپور ساخته شده است. کارگردان فیلم پولکیت بود و تهیه‌کنندگی آن را گوری خان و گاوراو ورما تحت نشان رد چیلیز انترتینمنت بر عهده داشتند، بازیگران اصلی بومی پدنکار، سانجای میشرا، آدیتا سیرواستاو و سای تامانکار هستند. این فیلم اولین بار در روز ۹ فوریه ۲۰۲۴ از طریق نتفلیکس به نمایش درآمد.